# Politica fiscale
La politica fiscale, in politica economica, è una delle linee di azione adottate dal governo all'interno della politica di bilancio per far fronte in maniera predeterminata agli obiettivi di bilancio pubblico, ovvero stabilire un livello di imposizione o prelievo fiscale sui contribuenti al fine di coprire la quota prefissata di uscite statali (spesa pubblica).

## Descrizione

### Funzioni e scopi
Tali risultati si ottengono attraverso modifiche al cosiddetto sistema fiscale, definito come il livello medio di pressione fiscale e le modalità di ripartizione dei tributi sui contribuenti stessi. In generale, se si mantiene inalterato il livello di pressione fiscale per raggiungere determinati obiettivi di bilancio, ad un qualunque taglio delle imposte da una parte ne corrisponde un aumento o creazione di altre. Un problema tipico e fortemente limitante che un governo si trova spesso ad affrontare in materia fiscale per raggiungere i propri obiettivi di bilancio è quello dell'evasione fiscale.

### L'economia aperta
In regime di economia aperta, entrano in gioco altri fattori, come il tasso di cambio e anche il tipo di regime di cambio: cambi fissi o cambi flessibili (modello Mundell-Fleming). Infatti una manovra espansiva o restrittiva avrà influenza anche sulla quantità di esportazioni nette. Ad esempio, una politica fiscale espansiva, in un regime di cambi fissi, aumenterà la domanda e quindi la produzione nazionale (in funzione della quale variano negativamente le importazioni), mentre non ha effetto sulla produzione estera (da cui dipende la domanda estera di prodotti nazionali e dunque le esportazioni). Di conseguenza, una politica fiscale espansiva in economia aperta, in regime di cambi fissi, produrrà un miglioramento della bilancia commerciale. Le conclusioni sono esattamente opposte nel caso di regime di cambi flessibili, dove una politica fiscale espansiva fa aumentare il tasso di cambio peggiorando le esportazioni.

### Aspetti socio-economici
Tipicamente, riguardo alla ripartizione dei tributi, si hanno due distinte e contrapposte posizioni in materia di politica fiscale spesso dettate da scelte politiche, ognuna con delle limitazioni:
- da una parte privilegiare un'imposizione fiscale sui redditi alti favorendo così una redistribuzione del reddito nella società e i consumi dal basso, ma che almeno in parte può tramutarsi in una limitazione sugli investimenti da parte delle imprese per produrre innovazione e quindi in ultimo una possibile limitazione sulla crescita economica;
- dall'altra privilegiare un'imposizione fiscale sui redditi medio-bassi ovvero sul ceto medio preservando gli investimenti da parte della classe imprenditoriale, ma con possibili conseguenze negative sui consumi cioè sulla domanda e quindi conseguentemente una limitazione sull'offerta e sulla crescita economica stessa.

Nel mezzo ovviamente sono possibili varie situazioni intermedie di compromesso. Tuttavia diversi economisti fanno notare e concordano come sia preferibile stimolare una crescita economica dal basso ovvero favorendo i consumi, abbassando quindi la pressione fiscale sui meno abbienti, piuttosto che stimolarla dall'alto favorendo investimenti e innovazione cioè diminuendo la pressione fiscale sui più abbienti (tra cui la classe imprenditoriale) in quanto l'innovazione senza consumi non porterebbe ad alcuna reale crescita per semplice calo della domanda.

## Trattazione matematica
Se facciamo riferimento alla curva IS risultano immediatamente evidenti questi tre elementi:
{\displaystyle Y=[C'+c(Y+TR-t*Y)]+[I'-b*i]+G+NX}
Tra queste variabili, quelle che sono manovrabili dallo Stato sono:
- TR = trasferimenti (quota di denaro che lo Stato eroga gratuitamente a vario titolo alle famiglie)
- t*Y = TA = imposte riscosse (dato da una aliquota t calcolata sul reddito Y)
- G = spesa pubblica

Da queste tre variabili possiamo inoltre evidenziare da cosa sia composto il bilancio di uno Stato:
{\displaystyle BS=TA-(G+TR)}
In generale possiamo affermare che le manovre attuabili dallo Stato sono di due tipi: manovre espansive e manovre restrittive.
Una manovra espansiva consiste nell'aumento della spesa pubblica o dei trasferimenti, oppure in una riduzione delle imposte. Tale manovra, come risulta evidente, genera un disavanzo pubblico nel bilancio dello Stato. Una manovra restrittiva invece, consiste nella riduzione della spesa pubblica o dei trasferimenti, oppure in un aumento delle imposte con effetto di avanzo pubblico o pareggio di bilancio.
Una manovra espansiva comporta uno spostamento verso destra della curva IS; tale manovra, ceteris paribus, provoca un aumento del reddito (Y) e un aumento del tasso di interesse (i). A causa dell'aumento di i ci sarà una riduzione degli investimenti che causerà una leggera riduzione di Y. Una manovra restrittiva invece comporta uno spostamento verso sinistra della curva IS; tale manovra, ceteris paribus, provoca una riduzione del reddito (Y) e una riduzione del tasso di interesse (i). A causa della riduzione di i ci sarà un aumento degli investimenti che causerà un leggero aumento di Y.
Una terza politica di bilancio è quella del pareggio di bilancio, che impone l'uguaglianza tra entrate e uscite, ovvero una politica di fiscale in cui le entrate fiscali eguagliano la spesa pubblica.